# La vida es un carnaval
Ne doit pas être confondu avec La vie est un carnaval.

La vida es un carnaval est un morceau de cumbia avec un passage salsa écrite et composée par l'Argentin Victor Daniel.
Elle a été enregistrée par Celia Cruz dans son album Mi vida es cantar, publié en 1998.

## Paroles
Le message, presque à caractère philosophique, s'adresse à ceux qui pensent que la vie est injuste et cruelle et qui pleurent et pensent que les choses ne changeront jamais, et leur dit
que tout n'est pas toujours ainsi,
que dans la vie, personne n'est seul, qu'il y a toujours quelqu'un,
qu'il ne faut pas pleurer, 
que la vie est un carnaval,
qu'il est plus beau de vivre en chantant,
que les soucis s'en vont quand on chante,
qu'il y a parfois de mauvais moments, mais que tout passe,
que si l'on sourit aux mauvais temps, tout change...
Elle se termine en huant tous
ceux qui se moquent de tout,
ceux qui ne font que critiquer,
ceux qui utilisent les armes,
ceux qui contaminent,
ceux qui font la guerre,
ceux qui vivent dans le péché,
ceux qui nous maltraitent,
ceux qui nous contaminent...

## Reprises
Isaac Delgado,
Víctor Manuelle (sur l'album-hommage ¡Azúcar!),
Nicky Jam/Jose Alberto "El Canario"/Lito y Polaco (reggaeton),
Crossfire ft Haila - Carnaval (2010),
Isidro Infante ft Haila (2017, sur l'album Cuba y Puerto Rico),
La Sonora Dinamita (cumbia), 
Sonora de Margarita (cumbia),
Michael Chacon,
Fito Gress y la Banda del Puerto,
Luna Maria (flamenco, 2007),
Mark Shuster (electro, 2008),
Guille Martin y Lidia Reyes (Operación Triunfo),
Yumarya (2014),
Ivy Queen (2015),
Ishtar (2016),
Angélique Kidjo (2019),
Lucero,
Elvis Martinez,
Banda Pelillos, 
Banda Los Lagos, 
Banda Mametto,
Banda Azúkar,
Los Cucas, 
Porotito Verde, 
Continental Brass,
Reina Saba (2018),
Combinacion de La Habana x Tania Pantoja x El Jean y El Dey (2023), 
Los 3 de La Habana ft. Eddy-K (2025),   
…
En portugais (A Vida é um Carnaval) : Daniela Mercury, Roberto Miranda, Familia Lima…

En arabe : Mohamed Fouad (en).
Kirenia chante une autre chanson dance-latino qui s'appelle La vida es un carnaval (sí sí sí) mais sans rapport en dehors du titre.
La Vida es un Carnaval est inclus dans le medley El Carnaval De Celia: A Tribute (La Vida es un Carnaval / La Negra Tiene Tumbao / Rie y Llora) de Kyen?es?

## Films dans lesquels la chanson figure dans la bande originale
- Amours chiennes (2000) d'Alejandro González Iñárritu[1]
- Antwone Fisher (2002) de Denzel Washington[2]